# Tatjana Oder
Tatjana Oder, née le 7 septembre 1974 en Ukraine, est une joueuse internationale slovène de handball. Elle a notamment évolué au Krim Ljubljana avec qui elle a remporté deux Ligues des champions,.

## Palmarès
compétitions internationales
- Ligue des champions
  - vainqueur en 2001 et 2003
  - finaliste en 1999, 2004 et 2006
- supercoupe d'Europe
  - vainqueur en 2003, 2004.
  - finaliste  en 2006

compétitions nationales
- vainqueur du Championnat de Slovénie de 1998 à 2009
- vainqueur de la coupe de Slovénie (25) de 1993 à 1997 et de 1999 à 2009

### Récompenses individuelles
- élue meilleure ailière gauche du championnat du monde 2003[4]